# Рогалёв, Фёдор Фёдорович
Фёдор Фёдорович Рогалёв (январь 1891, Антипино, Новгородская губерния — 14 сентября 1937) — советский военный деятель, комдив (1935).

## Молодость и Гражданская война
Фёдор Фёдорович Рогалёв родился в январе 1891 г. в селе Антипино Череповецкого уезда в крестьянской семье. Окончил начальную школу. Работал в крестьянском хозяйстве, затем — матросом-грузчиком.
По призыву служил рядовым в армии; в 1915 г. окончил учебную команду и был произведен в унтер-офицеры. Участник Первой мировой войны; младший унтер-офицер. В боях был дважды ранен, контужен и отравлен газами. За революционную пропаганду среди солдат гвардейского Павловского полка был арестован, непродолжительное время содержался в Петропавловской крепости. В марте 1917 г. от солдат полка избран в состав Петроградского Совета рабочих и солдатских депутатов. За агитацию против Временного правительства снова был арестован.
Член РСДРП с 1917 года. Состоял в Красной гвардии на командной должности. Участник штурма Зимнего дворца и подавления мятежа Керенского — Краснова. Участник Гражданской войны, политработник. Служил командиром взвода, затем военкомом стрелкового полка. С 14 января 1920 года по 31 июля 1921 года военком 7-й стрелковой дивизии, с которой участвовал в ликвидации банд в Черниговской губернии, а затем в войне с поляками в составе 12-й армии на Юго-Западном фронте. В апреле 1920 дивизия была окружена поляками в районе Коростеня, однако Рогалёв вместе с начдивом А. Г. Голиковым сумели организовать прорыв дивизии и в ходе пятидневных боёв, в том числе рукопашных, вывести её к основным силам 12-й армии; при этом силами дивизии были разбиты польские части в районе Малина, у которых были захвачены 9 орудий и 23 пулемёта, взято много пленных.

## Послевоенное время
По окончании войны продолжал службу политработником. Служил военкомом 8-го стрелкового корпуса. Затем окончил КУВНАС при Военной академии имени М. В. Фрунзе и перешёл на командные должности. Командовал 71-м стрелковым полком 24-й стрелковой дивизии, затем служил комендантом Кронштадтской крепости, затем — командиром 80-й стрелковой дивизии. 20 ноября 1935 года присвоено звание комдива. В 1937 году — командир 7-го стрелкового корпуса.
Был членом Всеукраинского центрального исполнительного комитета и Центрального комитета Коммунистической партии (большевиков) Украины, а также членом Центрального исполнительного комитета СССР. Был делегатом от Артёмовского обкома на XVI съезде ВКП(б) с правом совещательного голоса и делегатом от Днепропетровского обкома на XVII съезде ВКП(б) с правом решающего голоса.

## Арест и смерть
Арестован в июне 1937 года в Днепропетровске по обвинению в участии в военно-фашистском заговоре в Киевском военном округе. В ходе следствия подвергался избиениям, что подтвердили его бывшие сокамерники, в результате чего признал себя виновным в участии в военно-фашистском заговоре. В ходе следствия на Рогалёва были собраны показания 33 арестованных. Имя Ф. Ф. Рогалёва содержится в «Сталинском списке» от 25 августа 1937 года, как предназначенного к осуждению по 1-й категории (расстрел); на заглавной странице списка подписи членов Политбюро ЦК ВКП(б) отсутствуют. В судебном заседании Военной коллегии Верховного суда 14 сентября 1937 года признал себя виновным и был осуждён к ВМН. Приговор приведён в исполнение в тот же день.
Реабилитирован 6 октября 1956 года.

## Награды
- 2 Ордена Красного Знамени (28.05.1920[7], 31.12.1921[8])